# Кардейн, Йозеф
Йозеф Лео Кардейн (нидерл. Jozef Leo Cardijn, фр. Joseph Léon Cardijn; 18 ноября 1882, Схарбек, Брюссельский столичный регион, Бельгия — 25 июля 1967, Лёвен, Бельгия) — бельгийский кардинал. Титулярный архиепископ Тусуро с 15 по 21 февраля 1965. Кардинал-дьякон с 22 февраля 1965, с титулярной диаконией Сан-Микеле-Арканджело с 25 февраля 1965.

## Биография
Родился в рабочей семье.
В 1919 году вместе с Тонне, Гарсе и Меертом основал движение «Профсоюзная молодежь» (фр. La Jeunesse Syndicaliste). В 1925 году Кардейн получает благословение Пия XI и 18 апреля 1925 года состоялся I конгресс союза Христианской рабочей молодежи (англ. Young Christian Workers). В июле 1925 года кардинал Мерсье и бельгийский епископат также поддержали создание союза.